# パイユート郡 (ユタ州)
パイユート郡（英: Piute County）は、アメリカ合衆国ユタ州の南中部に位置する郡である。2010年国勢調査での人口は1,556人であり、2000年の1,435人から8.4%増加した。ユタ州では2番目に人口が少ない郡である。郡庁所在地はジャンクション町（人口191人）であり、同郡で人口最大の町はサークルビル町（人口547人）である。郡内に法人化された都市は無い。1865年に設立され、郡名はパイユート族インディアンに因んで名付けられた。

## 地理
アメリカ合衆国国勢調査局に拠れば、郡域全面積は766平方マイル (1,983 km2)であり、このうち陸地は758平方マイル (1,963 km2)、水域は8平方マイル (21 km2)で水域率は1.04％である。

### 隣接する郡
- セビア郡 - 北
- ウェイン郡 - 東
- ガーフィールド郡 - 南
- アイアン郡 - 南西
- ビーバー郡 - 西

### 国立保護地域
- ディキシー国立の森（部分）
- フィッシュレイク国立の森（部分）

## 人口動態

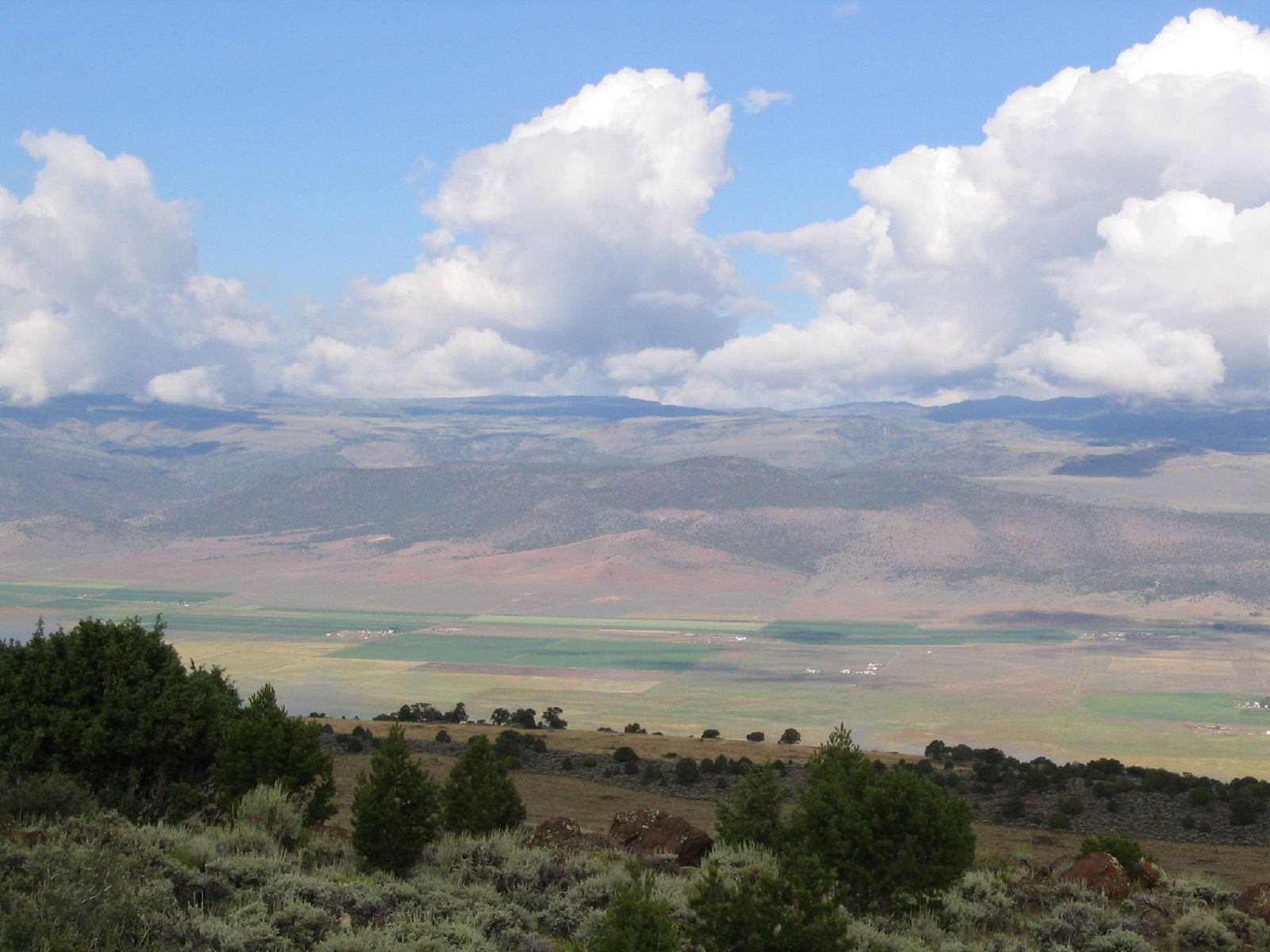
グラス・バレーとセビア高原、州道25号線からの眺め

以下は2000年国勢調査による人口統計データである。
| 基礎データ - 人口: 1,435人 - 世帯数: 509 世帯 - 家族数: 389 家族 - 人口密度: 1人/km2（2人/mi2） - 住居数: 745軒 - 住居密度: 0軒/km2（1軒/mi2） 人種別人口構成 - 白人: 95.61% - アフリカン・アメリカン: 0.14% - ネイティブ・アメリカン: 1.18% - アジア人: 0.21% - 太平洋諸島系: 0.07% - その他の人種: 1.88% - 混血: 0.91% - ヒスパニック・ラテン系: 4.46% 年齢別人口構成 - 18歳未満: 30.7% - 18-24歳: 6.6% - 25-44歳: 19.7% - 45-64歳: 26.0% - 65歳以上: 17.1% - 年齢の中央値: 39歳 - 性比（女性100人あたり男性の人口） - 総人口: 104.4 - 18歳以上: 101.6 | 世帯と家族（対世帯数） - 18歳未満の子供がいる: 33.0% - 結婚・同居している夫婦: 67.6% - 未婚・離婚・死別女性が世帯主: 5.7% - 非家族世帯: 23.4% - 単身世帯: 22.4% - 65歳以上の老人1人暮らし: 11.6% - 平均構成人数 - 世帯: 2.79人 - 家族: 3.25人 収入と家計 - 収入の中央値 - 世帯: 29,625米ドル - 家族: 35,147米ドル - 性別 - 男性: 26,771米ドル - 女性: 18,438米ドル - 人口1人あたり収入: 12,697米ドル - 貧困線以下 - 対人口: 16.2% - 対家族数: 11.7% - 18歳未満: 19.1% - 65歳以上: 7.0% |

## 町

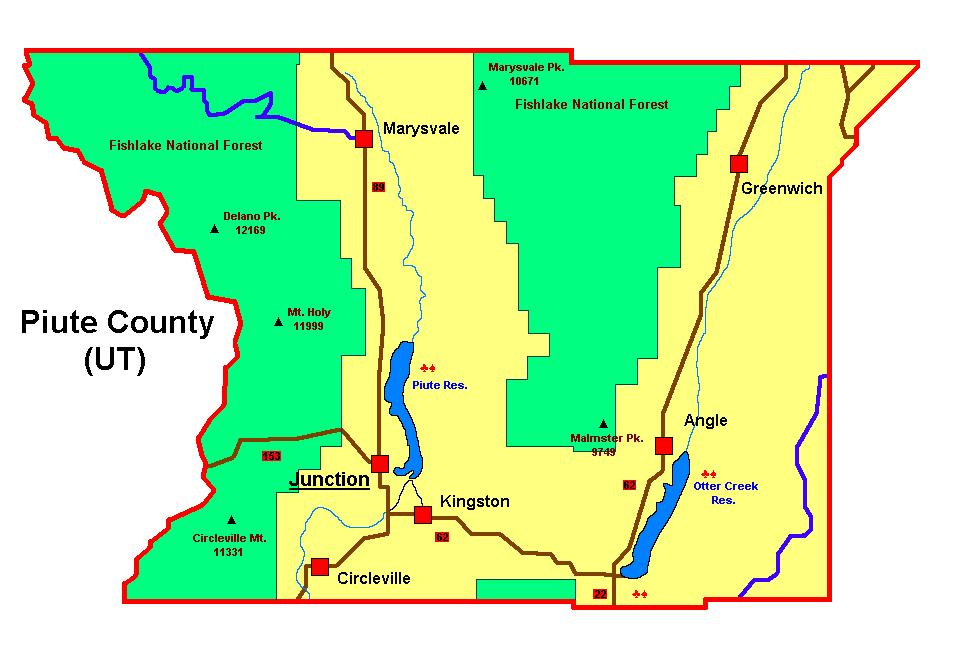
郡の地図

- サークルビル
- ジャンクション - 郡庁所在地
- グリニッジ
- キングストン
- メアリーズベイル
- ピッツバーグ